# Dirk Heidolf
Dirk Heidolf (Rabenstein, 14 settembre 1976) è un pilota motociclistico tedesco, ritiratosi dall'attività agonistica.

## Carriera
Nel 1998 gareggia nel campionato europeo classe 125 classificandosi ventitreesimo. Il suo primo risultato di prestigio nel campo del motociclismo su pista è un secondo posto nel campionato tedesco della classe 250 nel 2002; aveva peraltro già effettuato alcune partecipazioni anche a gare del motomondiale, quale wild card in alcune edizioni del Gran Premio motociclistico di Germania tra il 1997 e il 2001, sia nella classe 125 che nella 250.
Nel 2001 si classifica settimo, unico tra i piloti a non guidare una Honda tra i primi dieci classificati, conquistando cinquantasei punti. La sua prima stagione completa di gare è stata quella 2002 in sella ad una Aprilia e nella 250, classe in cui gareggerà anche per il resto della sua carriera, fino al motomondiale 2007.

## Risultati nel motomondiale
| 1997 | Classe | Moto  |  |  |  |  |  |  |  |  |     |  |  |  |  |  |  |  |  |  | Punti | Pos. |
| ---- | ------ | ----- |  |  |  |  |  |  |  |  | --- |  |  |  |  |  |  |  |  |  | ----- | ---- |
| 1997 | 125    | Honda |  |  |  |  |  |  |  |  | Rit |  |  |  |  |  |  |  |  |  | 0     |      |

| 1998 | Classe | Moto  |  |  |  |  |  |  |  |  |    |  |  |  |  |  |  |  |  |  | Punti | Pos. |
| ---- | ------ | ----- |  |  |  |  |  |  |  |  | -- |  |  |  |  |  |  |  |  |  | ----- | ---- |
| 1998 | 125    | Honda |  |  |  |  |  |  |  |  | 20 |  |  |  |  |  |  |  |  |  | 0     |      |

| 1999 | Classe | Moto  |  |  |  |  |  |  |  |  |    |  |  |  |  |  |  |  |  |  | Punti | Pos. |
| ---- | ------ | ----- |  |  |  |  |  |  |  |  | -- |  |  |  |  |  |  |  |  |  | ----- | ---- |
| 1999 | 250    | Honda |  |  |  |  |  |  |  |  | 21 |  |  |  |  |  |  |  |  |  | 0     |      |

| 2000 | Classe | Moto   |  |  |  |  |  |  |  |  |  |    |  |  |  |  |  |  |  |  | Punti | Pos. |
| ---- | ------ | ------ |  |  |  |  |  |  |  |  |  | -- |  |  |  |  |  |  |  |  | ----- | ---- |
| 2000 | 250    | Yamaha |  |  |  |  |  |  |  |  |  | 20 |  |  |  |  |  |  |  |  | 0     |      |

| 2001 | Classe | Moto   |  |  |  |  |  |  |  |  |    |  |  |  |  |  |  |  |  |  | Punti | Pos. |
| ---- | ------ | ------ |  |  |  |  |  |  |  |  | -- |  |  |  |  |  |  |  |  |  | ----- | ---- |
| 2001 | 250    | Yamaha |  |  |  |  |  |  |  |  | 16 |  |  |  |  |  |  |  |  |  | 0     |      |

| 2002 | Classe | Moto    |    |    |     |    |     |    |    |    |    |    |   |    |    |    |    |    |  |  | Punti | Pos. |
| ---- | ------ | ------- | -- | -- | --- | -- | --- | -- | -- | -- | -- | -- | - | -- | -- | -- | -- | -- |  |  | ----- | ---- |
| 2002 | 250    | Aprilia | NQ | 14 | Rit | 18 | Rit | 21 | 20 | 18 | 12 | 14 | 9 | 14 | 20 | 18 | 16 | 19 |  |  | 17    | 20º  |

| 2003 | Classe | Moto    |     |     |    |     |  |  |  |    |    |    |    |    |    |    |    |    |  |  | Punti | Pos. |
| ---- | ------ | ------- | --- | --- | -- | --- |  |  |  | -- | -- | -- | -- | -- | -- | -- | -- | -- |  |  | ----- | ---- |
| 2003 | 250    | Aprilia | Rit | Rit | 15 | Rit |  |  |  | 15 | 11 | 13 | 17 | 14 | 14 | 11 | 13 | 12 |  |  | 26    | 21º  |

| 2004 | Classe | Moto    |    |    |    |    |     |  |    |    |    |    |    |    |     |    |     |    |  |  | Punti | Pos. |
| ---- | ------ | ------- | -- | -- | -- | -- | --- |  | -- | -- | -- | -- | -- | -- | --- | -- | --- | -- |  |  | ----- | ---- |
| 2004 | 250    | Aprilia | 14 | 16 | 16 | 24 | Rit |  | 15 | 18 | 17 | 11 | 15 | 21 | Rit | 12 | Rit | 18 |  |  | 13    | 23º  |

| 2005 | Classe | Moto  |     |    |    |     |     |  |    |    |     |    |     |    |    |    |    |    |     |  | Punti | Pos. |
| ---- | ------ | ----- | --- | -- | -- | --- | --- |  | -- | -- | --- | -- | --- | -- | -- | -- | -- | -- | --- |  | ----- | ---- |
| 2005 | 250    | Honda | Rit | 16 | 15 | Rit | Rit |  | 19 | NE | Rit | 13 | Rit | 18 | 11 | 18 | 12 | 16 | Rit |  | 13    | 22º  |

| 2006 | Classe | Moto    |    |    |    |    |    |  |  |  |  |    |    |    |     |    |    |    |     |  | Punti | Pos. |
| ---- | ------ | ------- | -- | -- | -- | -- | -- |  |  |  |  | -- | -- | -- | --- | -- | -- | -- | --- |  | ----- | ---- |
| 2006 | 250    | Aprilia | 15 | 15 | 14 | 15 | 18 |  |  |  |  | 16 | NE | 11 | Rit | 11 | 16 | 16 | Rit |  | 15    | 21º  |

| 2007 | Classe | Moto    |    |    |    |     |    |    |     |    |    |    |    |    |     |    |     |    |    |    | Punti | Pos. |
| ---- | ------ | ------- | -- | -- | -- | --- | -- | -- | --- | -- | -- | -- | -- | -- | --- | -- | --- | -- | -- | -- | ----- | ---- |
| 2007 | 250    | Aprilia | 15 | 10 | 13 | Rit | 16 | 17 | Rit | 12 | 16 | 13 | NE | 17 | Rit | 11 | Rit | 15 | 15 | 16 | 24    | 20º  |

| Legenda | 1º posto        | 2º posto            | 3º posto            | A punti      | Senza punti        | Grassetto – Pole position Corsivo – Giro più veloce |
| Legenda | Gara non valida | Non qual./Non part. | Ritirato/Non class. | Squalificato | '-' Dato non disp. | Grassetto – Pole position Corsivo – Giro più veloce |